# District de Kharan
Le district de Kharan (en ourdou : خاران) est une subdivision administrative du sud de la province du Baloutchistan au Pakistan. Issu de l'État princier de Kharan, il est créé dans les années 1950 en reprenant ses frontières.
Le district est essentiellement rural et peuplé de quelque 260 000 habitants en 2023. Surtout pauvre et isolé, la population vit de l'agriculture malgré un climat aride. Les habitants sont majoritairement baloutches.

## Histoire

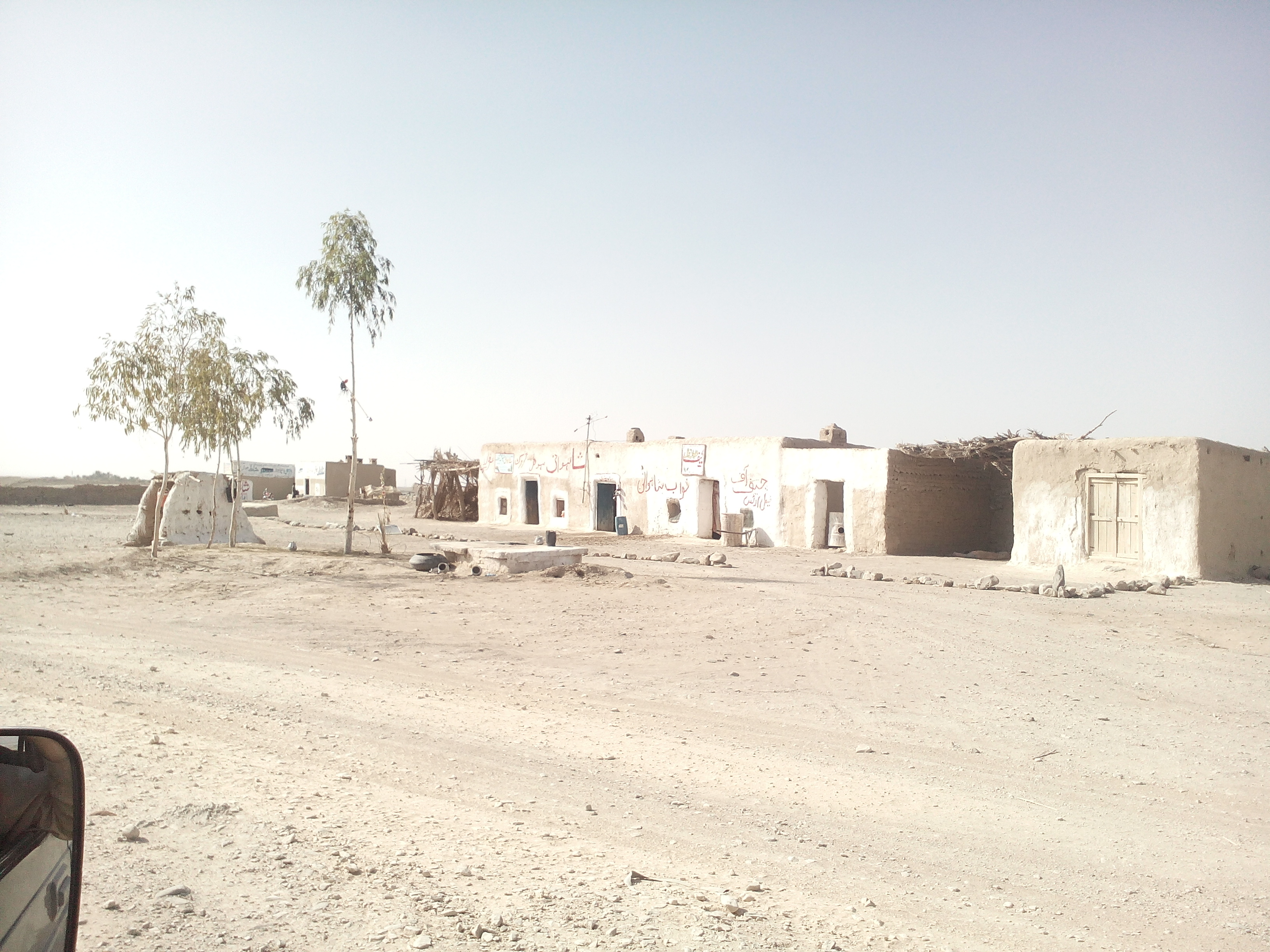
Habitations dans le district.

L'actuel district fait partie de l'État princier de Kharan à partir du XVIIe siècle et jusqu'à sa dissolution le 14 octobre 1955, date à laquelle il rejoint la province du Pakistan occidental puis la province du Baloutchistan quand elle est rétablie en 1970. Le district de Kharan reprend alors les frontières de l'ancien État princier, jusqu'en 2005 quand le district de Washuk est créé en amputant plus de la moitié de sa superficie. 

## Démographie
Lors du recensement de 1998, la population du district a été évaluée à 206 909 personnes, dont environ 13 % d'urbains. Le taux d'alphabétisation était de 15 % environ, soit bien moins que la moyenne nationale de 44 %. Il se situait à 24 % pour les hommes et 6 % pour les femmes, soit un différentiel de 18 points, contre 25 pour la moyenne nationale. 
Sans le tehsil de Washuk qui deviendra un district en 2005, la population s'établissait à 96 900 habitants. 
Le recensement suivant mené en 2017 pointe une population de 156 152 habitants, soit une croissance annuelle inférieure à 2,5 %, inférieure à la moyenne provinciale de 3,4 % mais semblable à la moyenne nationale. Le taux d'urbanisation augmente pour passer à 29 %. Selon le recensement de 2023, la population atteint désormais 260 352 habitants, avec un taux d'urbanisation de 31 %. Le taux d'alphabétisation grimpe à 41 %, dont 52 % pour les hommes et 29 % pour les femmes,.
Le district est principalement peuplé par des tribus baloutches, qui comptent pour 91 % de la population, avec une petite minorités de Brahouis (8 %). Le district compte quelques minorités religieuses : 2,2 % de chrétiens et 1,6 % d'hindous en 1998. Il y a aussi de faibles effectifs de sikhs et de zoroastriens. 

## Administration

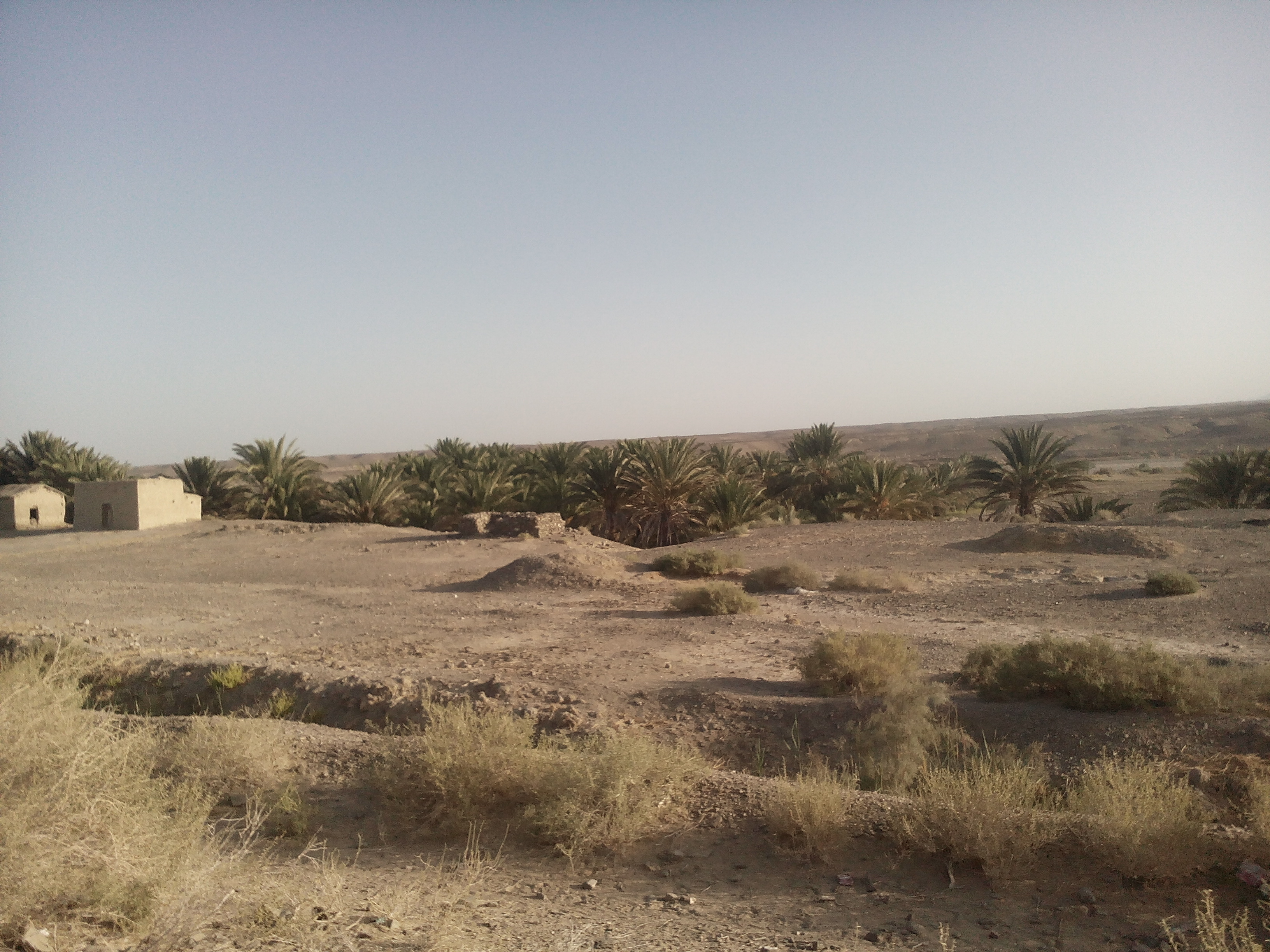
Paysage du tehsil de Kharan.

Le district est divisé en trois tehsils ou sous-tehsils ainsi que sept Union Councils.
| Tehsil     | Population (rec. 2023) |
| ---------- | ---------------------- |
| Kharan     | 104 035                |
| Sar Kharan | 86 015                 |
| Tohmulk    | 49 803                 |
| Patkain    | 20 499                 |

La capitale Kharan est la seule ville du district, c'est-à-dire considérée comme une zone urbaine par les autorités de recensement. Elle regroupe 31 % de la population du district. 
| Ville  | Population (rec. 2023) |
| ------ | ---------------------- |
| Kharan | 80 806                 |

## Économie et éducation

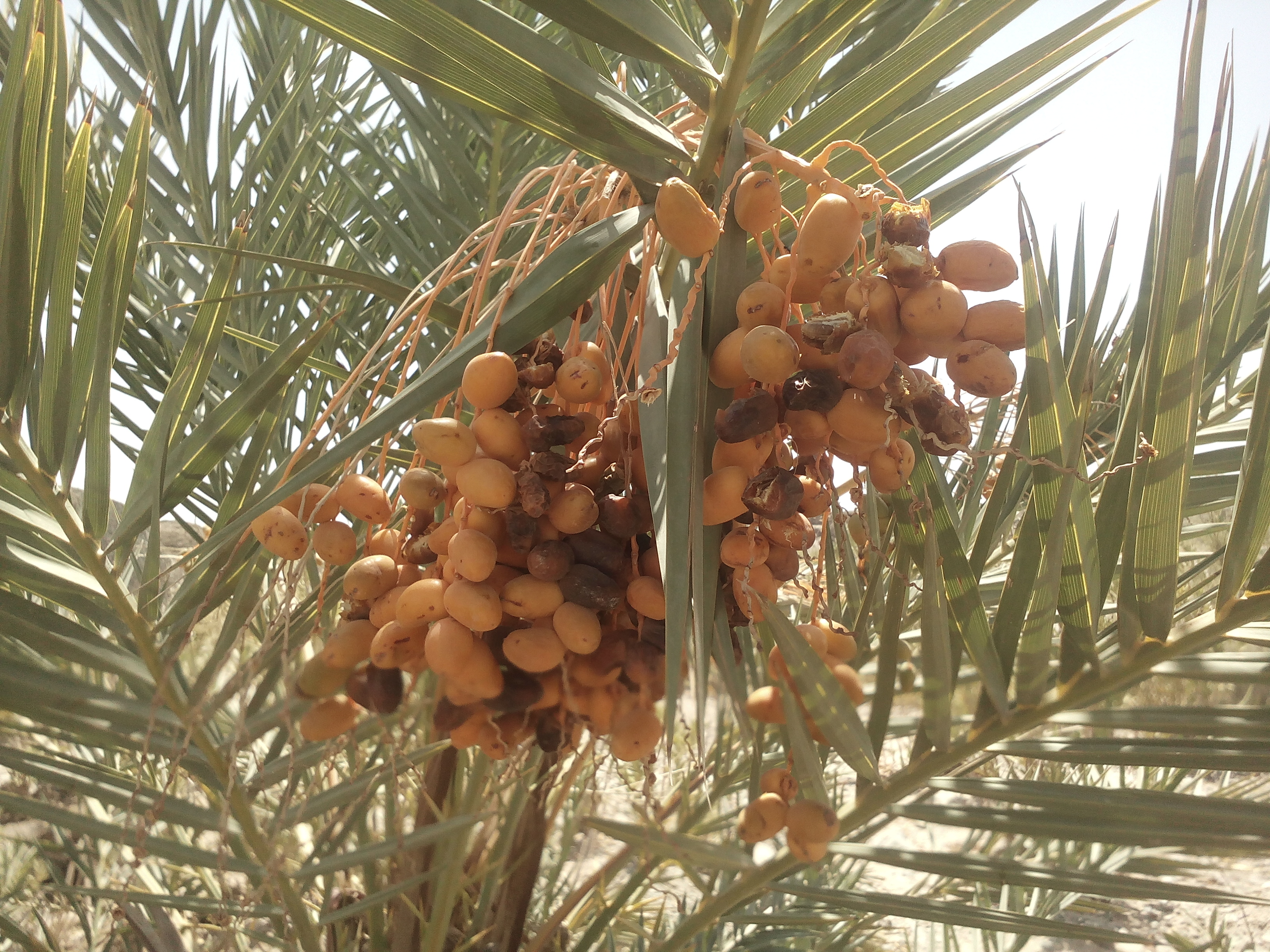
Dattier dans le district.

Kharan est un district désertique, pauvre et isolé des axes de communications. La population vit sous un climat aride qui rend l'agriculture difficile. Seuls 5 % de la superficie totale est cultivée, soit environ 800 kilomètres carrés, avec une petite production surtout orientée vers le blé, sorgo, orge, moutarde, cumin, oignons, pois, dattes et tomates notamment. L'élevage de chèvres et de moutons est également une source importante de subsistance.
Le district a également une activité minière qui produit de la chromite (1 052 tonnes en 2010) et du manganèse (569 tonnes) notamment.
Les services publics sont peu développés dans le district, notamment les infrastructures scolaires qui sont manquantes. Seuls 25 % des enfants sont scolarisés dans le primaire en 2009, et ce taux baisse à 16 % pour l'enseignement secondaire.

## Politique
De 2002 à 2018, le district est représenté par la circonscription no 46 à l'Assemblée provinciale du Baloutchistan. Lors des élections législatives de 2008, elle a été remportée par un candidat de la Ligue musulmane du Pakistan (Q), et de même durant les élections législatives de 2013. À l'Assemblée nationale, il est partiellement représenté par la circonscription no 271, qu'il partage avec le district de Washuk et le district de Panjgur. Lors des élections de 2008, elle a été remportée par un candidat indépendant, et durant les élections de 2013, par un candidat de la Ligue musulmane du Pakistan (N).
Depuis la réforme électorale de 2018, le district partage avec les districts de Chagai et Nushki la circonscription no 268 pour l'Assemblée nationale et est pleinement représenté par la circonscription 42 de l'Assemblée provinciale. Lors des élections législatives de 2018, les deux circonscriptions sont remportées par des candidats du Parti national baloutche,.
| Parti                                      | Voix   | %       |
| ------------------------------------------ | ------ | ------- |
| Parti national baloutche                   | 15 526 | 47,33 % |
| Parti baloutche Awami                      | 10 759 | 32,80 % |
| Autres partis                              | 1 665  | 5,08 %  |
| Indépendants                               | 4 853  | 14,79 % |
| Total exprimés (participation : 60,04 %)   | 32 803 | 100 %   |
| Source : Commission électorale du Pakistan |        |         |